# Giáo đường Do Thái Łańcut
Giáo đường Do Thái Łańcut (tiếng Ba Lan: Synagoga w Łańcucie) là một giáo đường Do Thái ở Łańcut, Ba Lan. Giáo đường Do Thái Łańcut là một trong những di tích có giá trị nhất của kiến trúc tôn giáo Do Thái ở Ba Lan. Chủ sở hữu hiện tại của tòa nhà là Quỹ Bảo tồn Di sản Do Thái. 

## Lược sử hình thành
Giáo đường Do Thái Łańcut được xây dựng vào năm 1761 thay thế cho một giáo đường Do Thái cũ bằng gỗ. Việc xây dựng được Stanisław Lubomirski tài trợ. 
Vào thế kỷ 19, một cầu thang được xây thêm vào bức tường phía tây của Giáo đường Do Thái Łańcut.
Trong Chiến tranh thế giới thứ hai, Đức Quốc Xã đã phóng hỏa đốt giáo đường Do Thái này, nhưng nhờ sự can thiệp rất nhanh của chủ nhân giáo đường, ngọn lửa được dập tắt. Tuy nhiên, tất cả các nội thất bằng gỗ đã bị phá hủy.
Giáo đường Do Thái  Łańcut được đại trùng tu vào các năm 1983-1990. Địa điểm này hiện đang phục vụ như một bảo tàng về Do Thái.

## Kiến trúc
Giáo đường Do Thái Łańcut là một tòa nhà xây theo kiểu kiến trúc Baroque đơn giản. Bên trong Giáo đường Do Thái Łańcut có tiền đình, phòng phụ, sảnh chính và ban công dành cho phụ nữ. Các tác phẩm thạch cao được dùng để tô điểm cho các đầu cột, trần và tường. Sàn trong tòa nhà sau khi tu bổ được làm bằng bê tông. Tường được trang trí bằng nhiều bức tranh vẽ các chủ đề truyền thống của người Do Thái, chẳng hạn như Nô-ê và Con tàu, biểu tượng Hoàng đạo, hình ảnh của các nhạc cụ được đề cập trong Sách Thánh Vịnh, và nhiều chủ đề khác.

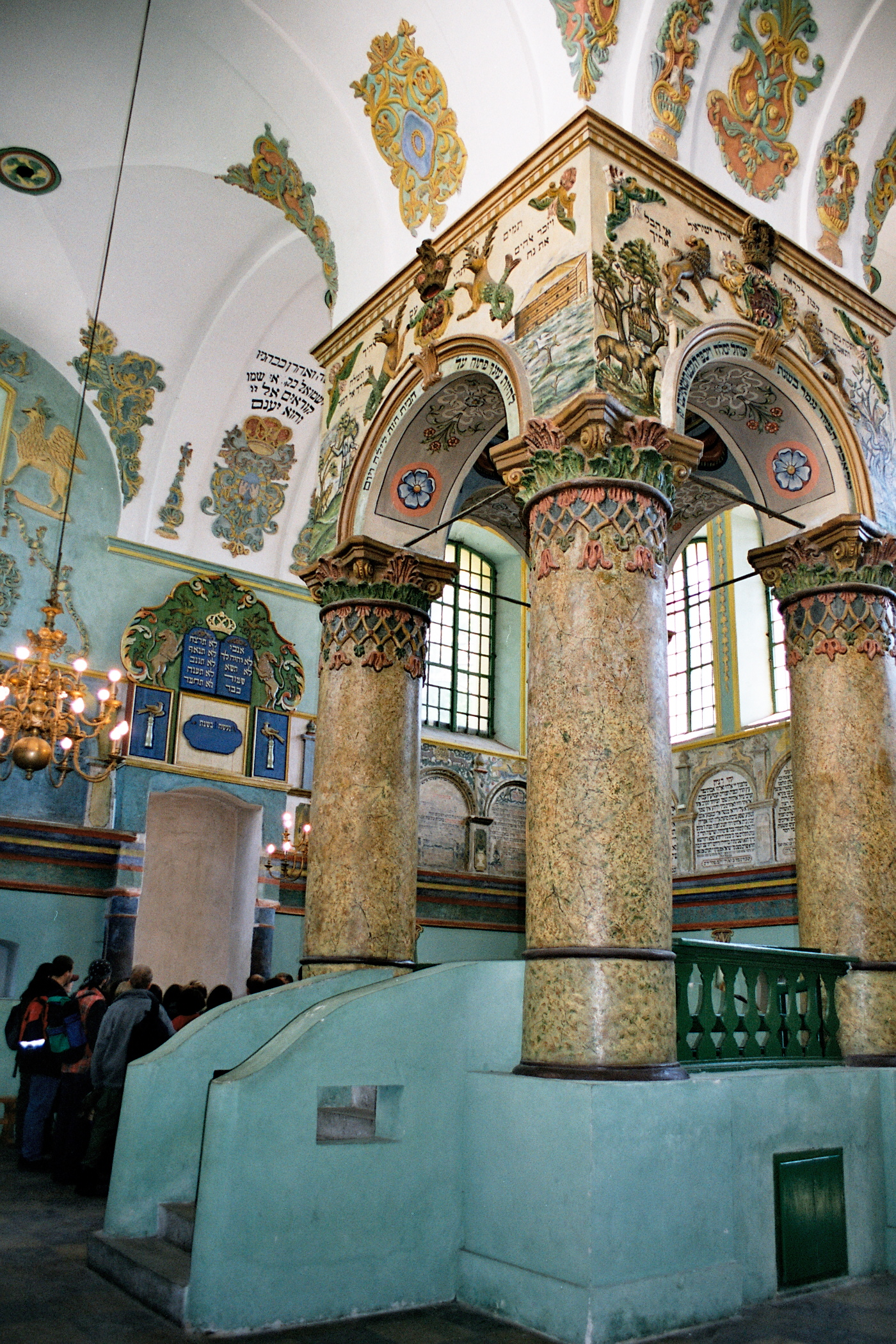
Nội thất
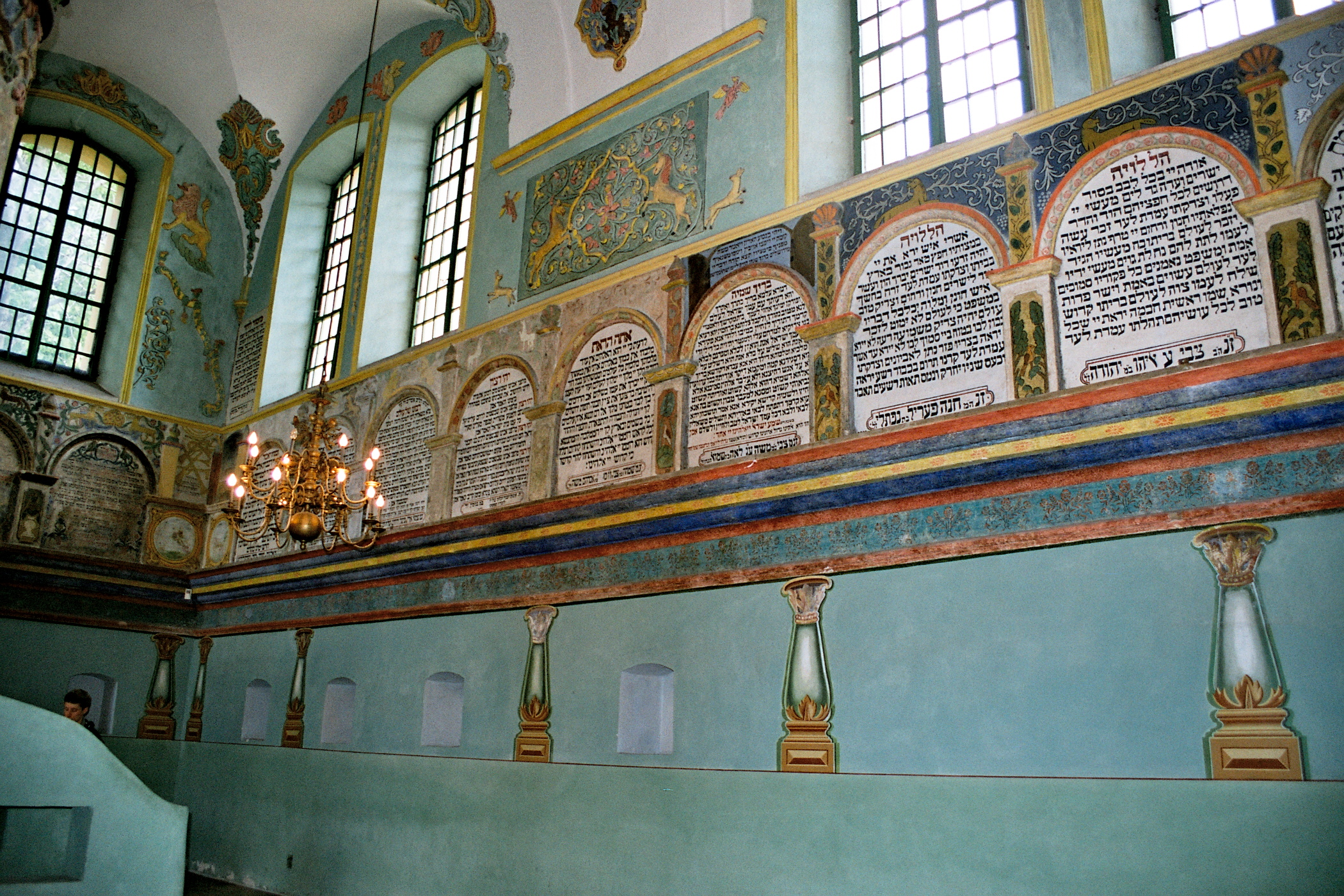
Các bức bích họa trang trí với văn bản tiếng Do Thái